# قزل‌دهقان
قزل‌دهقان (به لاتین: Gyzyl Daýhan) یک منطقهٔ مسکونی در ترکمنستان است که در ولایت لب آب واقع شده‌است.